# تشوبة أندينو
تشوبة أندينو (بالإسبانية: Chupe Andino)‏ ويعني حرفياً «أليخنة الأندية أو الأنديزية» وهو مصطلح يشير إلى مجموعة متنوعة من اليخنات والشوربات التي يتم إعدادها في منطقة جبال الأنديز في أمريكا الجنوبية والتي تشمل دول الأرجنتين والإكوادور وبوليفيا وبيرو وتشيلي وكولومبيا وفنزويلا. قد يتم إعداد تشوبة أندينو بواسطة شعب الأنديز الذي يعيشون في المنطقة، كما يتم إعداده أحياناً بكميات كبيرة لإطعام العديد من الأشخاص في الأسواق والفعاليات. تلعب الشوربات واليخنات دوراً مهماً في مطبخ الأندي بسبب طقس المنطقة البارد والذي يتطلب الأطعمة المغذية والدسمة التي ترفع من درجة حرارة الجسم.
مصطلح «تشوبة» (chupe) هو مصطلح موحد في أمريكا الجنوبية يشير إلى أنواع مختلفة من اليخنات التي يتم إعدادها باستخدام اللحوم والأسماك والمأكولات البحرية وكذلك الأحشاء والأمعاء (الكرشة). في بعض الأحيان يتم أيضاً إضافة مكونات أخرى مثل البطاطا والبصل والثوم والجبن. كما كان يتم إعداده سابقاً باستخدام البفرة.